# Сибирска минога
Сибирските миноги (Lethenteron kessleri) са вид ранни безчелюстни риби от семейство Миногови (Petromyzontidae).
Таксонът е описан за пръв път от Василий Аникин през 1905 година.